# Freshwater (opera teatrale)
Freshwater (Freshwater: A Comedy) è l'unica opera teatrale di Virginia Woolf, portata al debutto a Londra nel 1935.

## Trama
A Freshwater, sull'Isola di Wight, la fotografa Julia Margaret Cameron vive una vita bohemien a Dimbola Lodge, circondata da artisti di primo piano come George Frederic Watts e Lord Tennyson. Ellen Terry, la giovane moglie di Watts, sogna di scappare dal matrimonio con l'anziano marito e, mentre Watts e la Cameron lavorano per immortalarla nelle rispettive arti, la giovane attrice mette gli occhi su un giovane luogotenente della marina che potrebbe essere la sua via di fuga dalla monotonia.

## Origini

### Fonti
Virginia Woolf nutrì un forte interesse nei confronti della propria prozia, la fotografa Julia Margaret Cameron, e nel 1925 pubblicò un saggio su di lei, intitolato Pattledom. L'anno successivo scrisse anche un saggio introduttivo a una raccolta di fotografie della Cameron.

### Composizione, debutto e stampa
Dopo aver abbandonato una prima stesura della commedia nel 1923, il 18 gennaio 1935 Freshwater ebbe il suo debutto nell'atelier di Vanessa Bell, sorella della scrittrice, a Fitzroy Street. La Woolf diresse l'opera, mentre il cast annoverava diversi membri del Bloomsbury Group, tra cui Vanessa Bella, la figlia Angelica Garnett, il pittore Duncan Grant e Leonard Woolf, il marito dell'autrice. 
Freshwater non fu più rappresentata durante la vita della Woolf e fu ritrovata solamente nel 1969 tra le carte di Leonard Woolf dopo la morte dell'uomo. Ci vollero altri sette anni prima che la commedia venisse data alle stampe dalla Hogarth Press in un'edizione curata da Lucio Ruotolo ed illustrata da Edward Gorey. Negli anni successivi la commedia è stata tradotta in diverse lingue, tra cui spagnolo (1980), francese (1982), italiano (2013) e tedesco (2017).

## Rappresentazioni moderne
La prima messa in scena moderna di Frehwater è avvenuta al Centre Pompidou di Parigi nel 1982 e l'allestimento è stato riproposto a New York l'anno successivo con un cast composto da Eugène Ionesco, Alain Robbe-Grillet, Nathalie Sarraute, Joyce Mansour, Guy Dumur e Florence Delay.
Nel 2009 Julie Crosby ha curato una nuova edizione del testo che combina i manoscritti nel 1923 e del 1935 e la nuova versione dell'opera è andata in scena nell'Off-Broadway co-prodotta da The Women's Project e SITI Company per celebrare il centoventottesimo compleanno della Woolf. La commedia era diretta da Anne Bogard, mentre il cast era composto da Akiko Aizawa, Gian-Murray Gianino, Ellen Lauren, Kelly Maurer, Tom Nelis, Barney O'Hanlon e Stephen Duff Webber. L'opera è rimasta in cartellone dal 15 gennaio al 15 febbraio, ottenendo recensioni positive.

## Edizioni italiane
- Freshwater, traduzione di Chiara Valerio, Nottetempo, 2013.